# Jeanne Eagels
Jeanne Eagels (født Eugenia Eagles; 26. juni 1890, død 3. oktober 1929) var en amerikansk teater- og filmskuepiller. En tidligere Ziegfeld Girl, Eagels gik videre til større berømmelse på Broadway og i det fremvoksende medium af tonefilm. Hun var posthumt nomineret til Oscar for bedste kvindelige hovedrolle 1930, for sin indsats i Singaporekvindens Hævn efter at dø pludseligt samme år i en alder af 39. Denne nominering var den første posthume Oscar nominering for en skuespiller, mand eller kvinde.

## Opvækst
Eugenia Eagles var den anden af seks børn født til Edward, der var af tysk og fransk huguenotafstamning, og hans kone Julia Eagles (née Sullivan), der var af irsk afstamning. Jeanne, som senere ændrede stavningen af hendes efternavn til "Eagels", ville senere hævde, at hendes far var en spansk arkitekt, og hun blev født i Boston. I virkeligheden blev hun født i Kansas City, Missouri, og hendes far var tømrer. Edward Eagles døde i februar 1910.
Eagles gik på St. Joseph's Catholic School og Morris Public School. Hun afsluttede skolen kort efter hendes første kommunion for at arbejde som kassemedarbejder i et stormagasin.

## Karriere
Eagels begyndte sin skuespillerkarriere i Kansas City i en række små spillesteder i en meget ung alder. Hun forlod Kansas City i en alder af omkring 15 og turnerede Midtvesten med Dubinsky Brothers' omrejsende teater-show. Først var hun danser, men med tiden fortsatte hun med at spille førstedame i flere komedier og dramaer, der blev opsat af Dubinskys. Som teenager giftede hun sig med Morris Dubinsky, som ofte spillede skurkeroller.
Omkring 1911 flyttede hun til New York City, hvor hun arbejdede i kor og efterhånden blev en Ziegfeld Girl. Hendes hår var brunt, men hun afblegede det, da hun flyttede til New York. I løbet af denne periode, var en af hendes skuespillærer Beverley Sitgreaves. Eagels var i birollen af Mind The Paint Girl på Lyceum Theatre i september 1912. Eagels spillede overfor George Arliss i tre succesrige skuespil i 1916 og 1917.
I 1915 medvirkede hun i sin første film. Hun indspillede også tre film til Thanhouser Film Corporation i 1916-1917. I 1918 medvirkede hun i Daddies, en David Belasco produktion. Hun forlod dette show på grund af sygdom og efterfølgende rejste til Europa. Hun optrådte i mange andre Broadway-opsætninger mellem 1919 og 1921.
I 1922 gjorde hun sin første optræden som en stjerne i skuespillet Rain, af John Colton og Clemence Randolph, baseret på en novelle af William Somerset Maugham. Eagels spillede hendes yndlingsrolle, den af Sadie Thompson, en fritænkende og kærlig sjæl, der konfronterer en bramfri prædker på en sydlig Stillehavsø. Hun tog på turne med Rain i to år og vendte tilbage til Broadway for at give afskedsoptræden i 1926.
I 1926 blev Eagels tilbudt rollen som Roxie Hart i Maurine Dallas Watkins skuespil Chicago, men Eagels udvandrede fra denne rolle under prøverne. Hun optrådte derefter i komedien Her Cardboard Lover, hvor hun optrådte på scenen med Leslie Howard. Hun gik derefter på turné med Her Cardboard Lover i flere måneder. Efter at have misset nogle forestillinger på grund af ptomainforgiftning, vendte Eagels tilbage til castet i juli 1927 til en Empire Theatre forestilling.
Efter en sæson på Broadway tog hun en pause for at indspille en film. Hun optrådte overfor John Gilbert i MGM-filmen Mand, Kvinde og Synd, instrueret af Monta Bell. I 1928, efter at have undladt at møde op til en forestilling i Milwaukee, Wisconsin, blev Eagels påbudt af Actors Equity fra at optræde på scene i 18 måneder. Forbuddet stoppede ikke Eagels fra at arbejde i film, og hun indspillede to "talkies" for Paramount Pictures: Singaporekvindens Hævn og Jalousi, som blev begge udgivet i 1929.

## Privatliv
Eagels var gift to gange. Hendes første ægteskab var til skuespiller Morris Dubinsky, som hun giftede sig med, da hun var teenager. Parret havde efter sigende en søn, der enten døde eller som blev givet op til adoption efter parrets skilsmisse. I august 1925 blev Eagels gift med Edward Harris "Ted" Coy, en tidligere Yale Universitets fodboldstjerne, der blev børsmægler. De havde ingen børn og skilt i juli 1928.

## Død og eftermæle
På toppen af hendes succes begyndte Eagels at misbruge stoffer og alkohol og til sidst udviklede en afhængighed. Hun gik til flere sanatorier i et forsøg på at slippe hendes afhængighed. I midten af 1920'erne var hun begyndt at bruge heroin. Da hun kom ind i 30'erne, begyndte Eagles at lide af anfald af dårligt helbred, der blev forværret af hendes overdrevne brug af narkotika og alkohol.
I september 1929 gennemgik hun øjenoperation på St. Luke's Hospital i New York City. På det tidspunkt lider hun også af vejrtrækningsproblemer og neuritis. Efter en ti-dages ophold, vendte hun tilbage til sin lejlighed på Park Avenue. Den 3. oktober 1929 gik Eagels og sin sekretær hen til Park Avenue Hospital, hvor Eagels havde en aftale. Mens hun talte med lægen, begyndte hun at få kramper og døde kort derefter. Den assisterende cheflæge, der udførte Eagels 'obduktion, konkluderede, at hun døde af "alkoholisk psykose". Lægeundersøgeren udtalte, at mens Eagles ikke havde brugt alkohol i de to dage forud for sin død, havde hun havde "opført sig mærkeligt" og lidet af hallucinationer tre eller fire dage før hun døde. Toksikologiske rapporter afslørede, at eagles stadig havde alkohol i sine organer, da hun døde udover heroin og chloralhydrat (et beroligende middel, som Eagels regelmæssigt brugte til at sove).  Hendes død skyldtes en overdosis af chloralhydratet.
Efter begravelsesceremonien i New York på Frank E. Campbell Funeral Chapel, modtog Eagels en anden begravelsesceremoni, da hendes lig blev returneret til Kansas City den 7. oktober, hvor hun blev begravet i Calvary Cemetery. Hun blev overlevet af sin mor Julia Eagles og flere brødre og søstre.
Eagles blev posthumt nomineret til en Oscar for bedste kvindelige hovedrolle for sin rolle i Singaporekvindes hævn. Hun tabte til Mary Pickford for filmen Coquette.
I 1957 blev en mest fiktionaliseret filmbiografi med titlen Jeanne Eagels, produceret af Columbia Pictures, med Kim Novak i hovedrollen som Eagles.

## Filmografi
| År   | Titel                    | Rolle           | Noter                                             |
| ---- | ------------------------ | --------------- | ------------------------------------------------- |
| 1913 | The Ace of Hearts        |                 |                                                   |
| 1913 | The Bride of the Sea     |                 |                                                   |
| 1914 | A Lesson in Bridge       | Mrs. Willis     |                                                   |
| 1915 | The House of Fear        | Grace Cramp     |                                                   |
| 1916 | The World and the Woman  | Gadekvinde      |                                                   |
| 1917 | The Fires of Youth       | Billys søster   | Krediteret som Jeanne Eagles                      |
| 1917 | Anarkistkvinden          | Grevinde Olga   |                                                   |
| 1918 | The Cross Bearer         | Liane de Merode |                                                   |
| 1919 | The Madonna of the Slums |                 |                                                   |
| 1927 | Mand, Kvinde og Synd     | Vera Worth      |                                                   |
| 1929 | Singaporekvindes hævn    | Leslie Crosbie  | Nomineret: Oscar for bedste kvindelige hovedrolle |
| 1929 | Jalousi                  | Yvonne          | Mistet film                                       |